# José Luis Rugeles
José Luis Rugeles (Bogotá, 3 de octubre de 1968) es un cineasta, productor y director de fotografía colombiano. 

## Biografía
José Luis Rugeles nació en Bogotá, estudió Cine y Fotografía en Unitec, de donde se graduó en 1991. En 1997 viajó a New York a dirigir el documental Umbrella house y como cortometrajista ha sido director de Preludio (1991), Salazar y Torres fueron los culpables (1992) y El dragón de Komodo (2007), cortometraje escrito por Chucky García, seleccionado en varios festivales a nivel nacional e internacional y ganador como mejor director en el IX Mostra Curtas Vila de Noia en España; Mejor cortometraje en el Festival de Cine a la Calle en Barranquilla, Colombia; Mejor Dirección de Arte en el Festival de Cortometrajes In Vitro Visual (hoy BOGOSHORTS); Mejor Dirección de Fotografía en el Festival Nacional de Cine de Ovalle, Chile.
Fue director de la segunda unidad de la película Perder es cuestión de método (2004) de Sergio Cabrera y productor asociado de La historia del Baúl Rosado (2005) de Libia Stella Gómez; productor del largometraje animado Circus o el hombre que alquiló su cabeza del director y artista plástico Carlos Santa y productor ejecutivo asociado del largometraje El Páramo, película escrita y dirigida por Jaime Osorio.

## Filmografía
- Alias María (2015)
- El laberinto (2012)
- García (2010)
- El dragón de Komodo (2007)
- Perder es cuestión de método (2004)